# Магнитная жёсткость
Магнитная жёсткость — физическая величина, определяющая воздействие магнитного поля на движение заряженной частицы.
Магнитная жёсткость {\displaystyle \xi \ } выражается отношением «энергии» частицы к её электрическому заряду:
{\displaystyle \xi ={\frac {pc}{q}}={\frac {\gamma mv}{q}},}
где
- {\displaystyle p\ } — импульс частицы;
- {\displaystyle c\ } — скорость света в вакууме;
- {\displaystyle q\ } — электрический заряд частицы;

Единицы измерения магнитной жёсткости — Тесла-метры (Тл·м) в СИ и статвольты или альбвольты в СГС.

## Движение частиц в магнитном поле
Из равенства силы Лоренца и центробежной силы можно получить соотношение
На заряженную частицу, движущуюся в постоянном магнитном поле {\displaystyle \mathbf {B} \ } со скоростью {\displaystyle \mathbf {v} \ }, действует сила Лоренца (в системе СГС)
{\displaystyle {\mathbf {F} }=(q/c)[\mathbf {v} \times \mathbf {B} ]\ }.
Согласно второму закону Ньютона, уравнения движения записываются как 
{\displaystyle {\frac {d}{dt}}(m\mathbf {v} )={\frac {q}{c}}[\mathbf {v} \times \mathbf {B} ],}
где для релятивисткого движения масса частицы определяется через массу покоя {\displaystyle m_{0}\ } как 
{\displaystyle m=m_{0}/{\sqrt {1-v^{2}/c^{2}}}.}
Сила Лоренца, направленная перпендикулярно вектору скорости и вектору магнитной индукции, работы не совершает, поэтому модуль скорости частицы и её релятивская масса в постоянном магнитном поле изменяться не будут. Будет изменяться только направление вектора скорости, причём параллельная полю составляющая скорости {\displaystyle \mathbf {v_{y}} ||\mathbf {B} \ } будет оставаться постоянной, а перпендикулярная составляющая {\displaystyle \mathbf {v_{x}} \bot \mathbf {B} \ } будет поворачиваться. Таким образом
{\displaystyle m{\frac {d\mathbf {v_{x}} }{dt}}={\frac {q}{c}}[\mathbf {v_{x}} \times \mathbf {B} ],}
где {\displaystyle {\frac {dv_{x}}{dt}}={\frac {v_{x}^{2}}{R}}} будет центростремительным ускорением. Принимая во внимание, что проекция импульса на плоскость, перпендикулярную {\displaystyle \mathbf {B} \ }, есть {\displaystyle p_{x}=mv_{x}\ }, получаем
{\displaystyle {\frac {mv_{x}\cdot v_{x}}{R}}={\frac {q}{c}}v_{x}B\quad \Rightarrow \quad {\frac {p_{x}c}{q}}=BR.}
Траектория частицы будет представлять собой спираль с радиусом кривизны {\displaystyle R\ }, «накрученную» на силовую линию.
{\displaystyle pc/q=BR,\ }
где {\displaystyle B\ } — индукция магнитного поля, {\displaystyle R\ } — ларморовский радиус, а {\displaystyle p\ } представляет собой проекцию импульса на плоскость, перпендикулярную направлению поля {\displaystyle \mathbf {B} \ }. Таким образом, магнитная жёсткость численно равна
{\displaystyle \xi ={\frac {pc}{q}}=BR.}
Частицы с одинаковой жёсткостью будут двигаться по одинаковым траекториям.